# Dans les griffes du loup-garou
Pour plus de détails, voir Fiche technique et Distribution.
Dans les griffes du loup-garou (La maldición de la bestia) est un film d'épouvante fantastique espagnol réalisé par Miguel Iglesias et sorti en 1975.
Pour son rôle dans le film, Paul Naschy a reçu le prix du meilleur acteur au Festival du film fantastique de Sitges en 1975.

## Synopsis
Waldemar Daninsky se rend au Tibet pour guider une expédition dirigée par le professeur Lacombe à la recherche de preuves de l'existence du yéti. Waldemar est séparé du groupe principal et capturé par deux femmes loups-garous cannibales dans une grotte de glace, qui le transforment en loup-garou en le mordant. Les compagnons de Waldemar sont enlevés par une bande de pirates tibétains qui torturent leurs victimes de façon horrible. Dans le grand moment du film, Waldemar (sous sa forme de loup-garou) affronte non seulement Sekkar Khan, le chef des bandits, mais aussi un véritable yéti dans un combat sanglant à mains nues. Waldemar tue le Yéti en lui arrachant la gorge, mais il est gravement blessé. La fille du professeur, Sylvia, qui est amoureuse de Waldemar, parvient à le guérir de sa lycanthropie en lui frottant une petite fleur tibétaine mélangée à son propre sang. À la fin, Waldemar redevient un homme et s'en va au soleil couchant avec Sylvia.

## Fiche technique
- Titre français : Dans les griffes du loup-garou ou Loup-Garou[2]
- Titre original espagnol : La maldición de la bestia[3]
- Réalisateur : Miguel Iglesias
- Scénario : Paul Naschy (sous le nom de « Jacinto Molina »)
- Photographie : Tomàs Pladevall Fontanet (ca)
- Montage : Carmen Fábregas
- Décors : Alfonso de Lucas
- Production : Ricardo Muñoz-Suay, Josep Anton Pérez Giner (ca), Modesto Perez-Redondo
- Société de production : Profilmes
- Pays de production :  Espagne
- Langue originale : espagnol
- Format : couleur par Gévacolor - 1,33:1 - Son mono - 35 mm
- Durée : 92 minutes
- Genre : Film d'épouvante fantastique
- Dates de sortie :
  - Espagne : 9 janvier 1975
  - France : 9 février 1977

## Distribution
- Paul Naschy : Waldemar Daninsky
- Mercedes Molina : Sylvia Lacombe
- Silvia Solar : Wandesa
- Gil Vidal : Larry Talbot
- Luis Induni : Sekkar Khan
- Verónica Miriel (es) : Melody
- Josep Castillo Escalona : Prof. Lacombe

## Production
Les scènes du Tibet ont été filmées en Catalogne, plus précisément dans le val d'Aran. Les intérieurs, en revanche, ont été reconstitués dans les studios Profilmes de Barcelone.

## Série Waldemar Daninsky
- 1968 : Les Vampires du docteur Dracula (La marca del hombre lobo), d'Enrique López Eguiluz (es)
- 1970 : Dracula contre Frankenstein (Los monstruos del terror), de Tulio Demicheli
- 1971 : La Furie des vampires (La noche de Walpurgis), de León Klimovsky
- 1972 : Dr. Jekyll y el Hombre Lobo (es)), de León Klimovsky
- 1973 : L'Empreinte de Dracula (El retorno de Walpurgis), de Carlos Aured : Waldemar Daninsky / Irineus Daninsky
- 1975 : Dans les griffes du loup-garou (La maldición de la bestia), de Miquel Iglesias Bonns
- 1980 : El retorno del Hombre-Lobo (en), de Paul Naschy
- 1983 : La bestia y la espada mágica (en), de Paul Naschy
- 1987 : El aullido del diablo (es), de Paul Naschy
- 1996 : Licántropo: el asesino de la luna llena (es), de Francisco Rodríguez Gordillo (es)
- 2004 : Tomb of the Werewolf, de Fred Olen Ray